# 문경 반곡리 마애여래좌상
문경 반곡리 마애여래좌상(聞慶 盤谷里 磨崖如來坐像)은 대한민국 경상북도 문경시 산양면 반곡리 뒷산의 암벽에 새겨진 고려 중기에 제작된 것으로 추정되는 마애불이다. 문경 반곡리 마애불좌상(聞慶 盤谷里 磨崖佛坐像)으로도 불리며 2019년 10월 17일 경상북도의 문화재자료로 지정되었다.

## 특징
완만한 경사의 바위면을 이용해 감실을 파고 제작된 높이 340cm, 폭 210cm의 마애여래좌상으로 연화대좌 위에 양손을 가슴 앞에서 모으고 앉은 형상을 가지고 있다. 얼굴은 고부조(高浮彫) 기법으로 제작되었으며 머리와 상반신, 하반신의 비율이 같다. 무릎 아래 부분이 불분명하게 처리되어 미완성된 마애불로 추정되며 기와조각이 발견되어 근처에 절이 있었을 것으로 추정되나 관련 기록은 존재하지 않으며 반암사(盤岩寺)가 있었다는 이야기만 존재한다.